# Just in time
Just in time é um sistema de administração da produção que determina que tudo deve ser produzido, transportado ou comprado na hora exata. Pode ser aplicado em qualquer organização, para reduzir estoques e os custos decorrentes.
Com este sistema, o produto ou matéria prima chega ao local de utilização somente no momento exato em que for necessário. Os produtos somente são fabricados ou entregues a tempo de serem vendidos ou montados.

## Conceito
O conceito desse sistema está relacionado ao de produção por demanda, onde  vende-se o produto para depois comprar a matéria prima e posteriormente fabricá-lo ou montá-lo.
Nas fábricas onde está implementado, o estoque de matérias primas é mínimo e suficiente para poucas horas de produção. Para que isto seja possível, os fornecedores devem ser treinados, capacitados e conectados para que possam fazer entregas de pequenos lotes na frequência desejada.
A redução do número de fornecedores para o mínimo possível é um dos fatores que mais contribuem para alcançar os potenciais benefícios da política just in time. Esta redução, gera, porém, vulnerabilidade em eventuais problemas de fornecimento, já que fornecedores alternativos foram excluídos. A melhor maneira de prevenir esta situação é selecionar cuidadosamente os fornecedores e arranjar uma forma de proporcionar credibilidade dos mesmos de modo a assegurar a qualidade e confiabilidade do fornecimento (Cheng et. al., 1996, p. 106). Um dos casos em que esta redução trouxe resultados negativos foi depois do terremoto que devastou o Japão em março de 2011, quando muitas indústrias ficaram sem fornecimento de matérias-primas por meses, afetando também a produção em outras fábricas ao redor do mundo. Os grandes fornecedores da montadora também compravam suas matérias-primas de poucos pequenos fornecedores, o que contribuiu para que toda a cadeia de suprimentos ficasse concentrada na dependência de poucas fábricas, agravando ainda mais o problema neste episódio do Japão.
As modernas fábricas de automóveis são construídas em condomínios industriais, onde os fornecedores just in time estão a poucos metros e fazem entregas de pequenos lotes na mesma frequência da produção da montadora, criando um fluxo contínuo.
O sistema de produção adapta-se mais facilmente às montadoras de produtos onde a demanda de peças é relativamente previsível e constante, sem grandes oscilações.

## Ferramentas
Uma das ferramentas que contribui para um melhor funcionamento do sistema Just in Time é o Kanban.